# Julius Hübner (Maler, 1806)

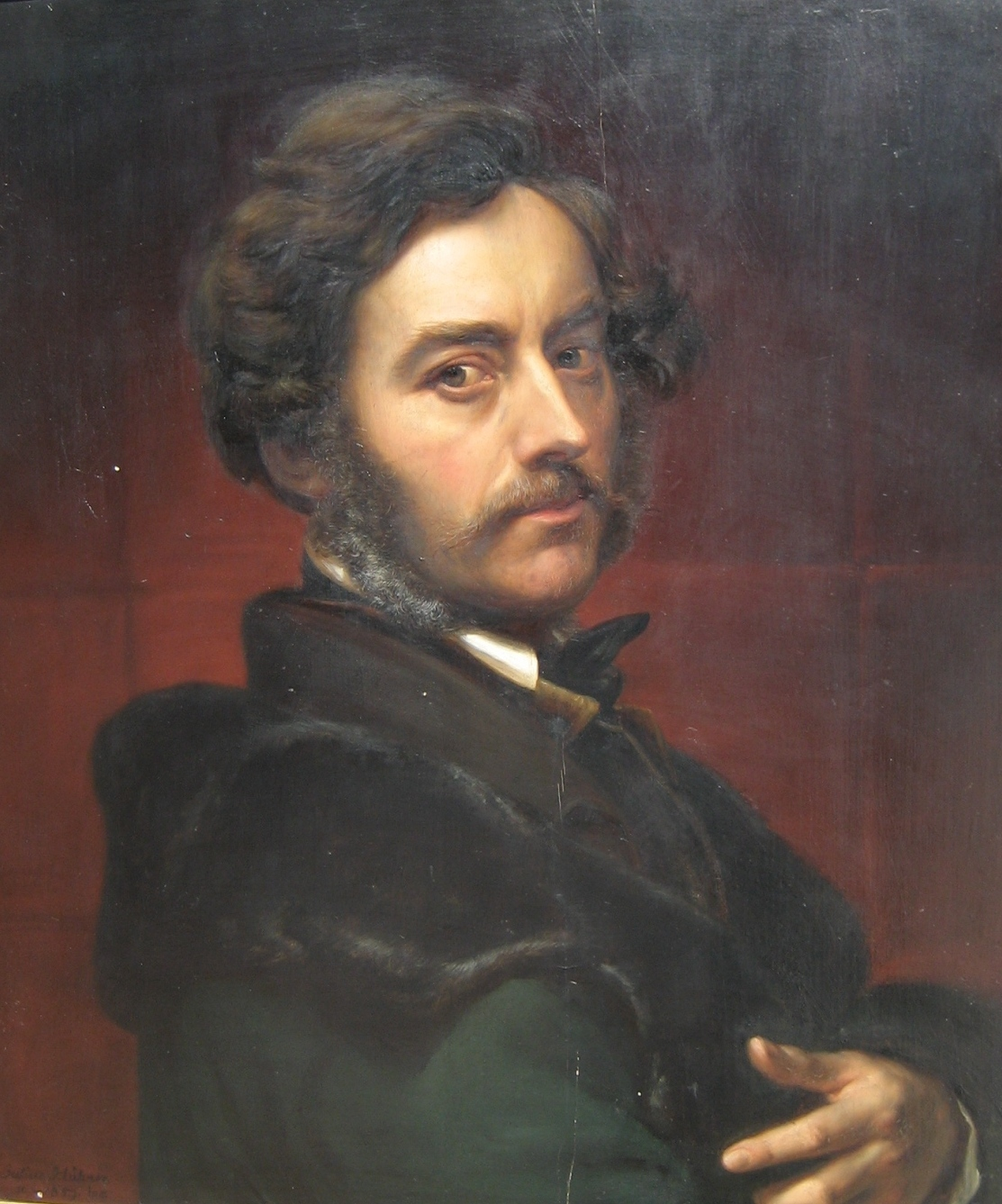
Selbstporträt Julius Hübners von 1859

Rudolf Julius Benno Hübner, auch Julius Hübner der Ältere (* 27. Januar 1806 in Oels, Königreich Preußen; † 7. November 1882 in Loschwitz), war ein deutscher Maler und Galeriedirektor .

## Leben

### Schlesien und Berlin 1806–1826

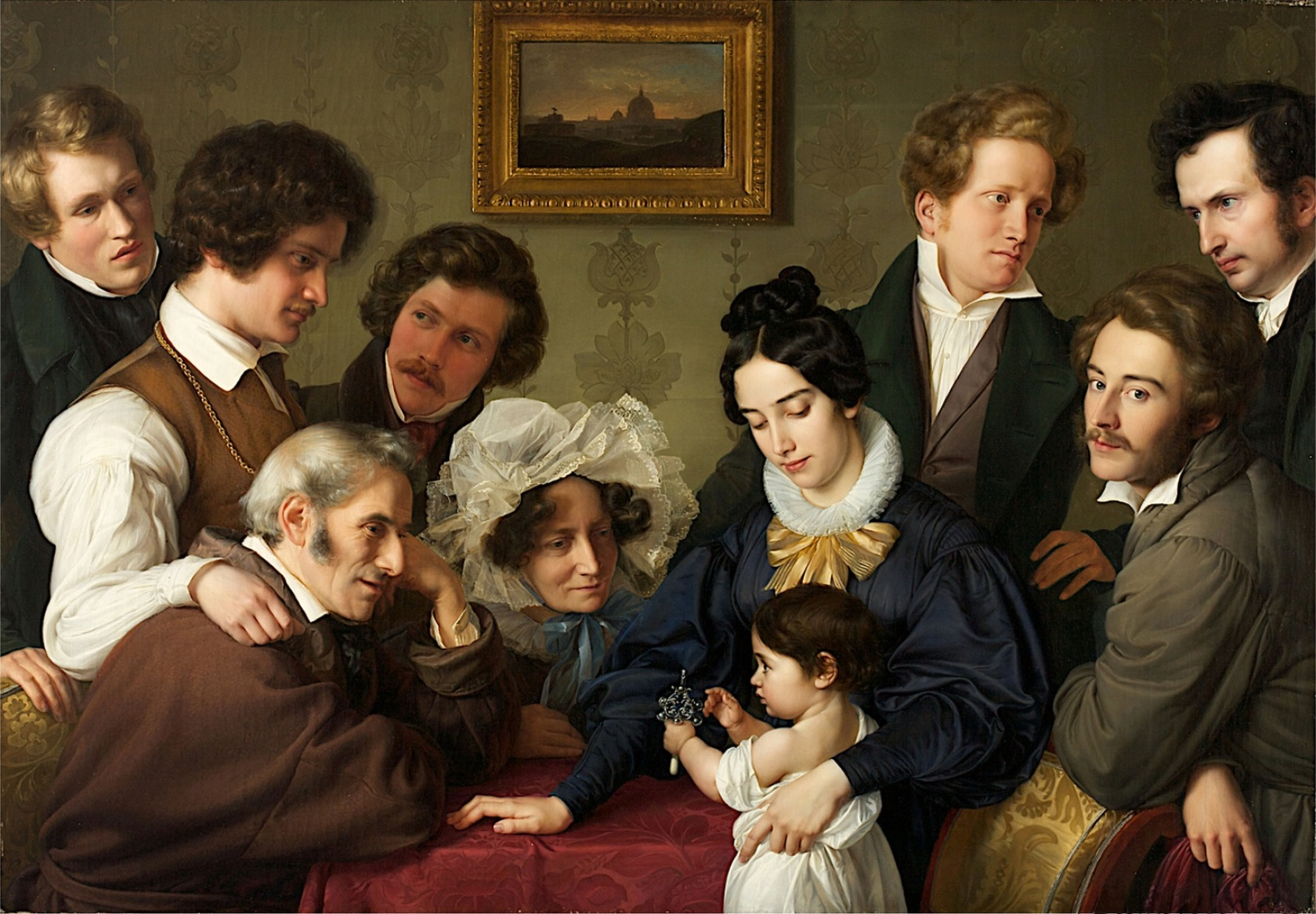
Die Familie Bendemann und ihre Freunde, Gemeinschaftsarbeit von Eduard Bendemann, Theodor Hildebrandt, Julius Hübner, Wilhelm Schadow und Karl Ferdinand Sohn, 1830/1831: Hübner (im sogenannten „Schadow-Kreis“, unten rechts) blickt zum Betrachter.

Der Vater Ernst August Hübner war Stadtdirektor in Oels, die Mutter war Johanna Christiane, geborene Raedler.
Julius Hübner erhielt zunächst Zeichenunterricht bei Augustin Siegert in Breslau. Zur weiteren künstlerischen Ausbildung ging er nach Berlin und besuchte seit 1821 die Königlich Preußische Akademie der Künste. Er hatte dort Freundschaften unter anderem mit Wilhelm Wackernagel. 1823 wurde er Schüler von Wilhelm Schadow. Von 1824 bis 1826 war Julius Hübner mit dem Maler Theodor Hildebrandt, seinem Bruder August Hübner, dem Buchhändler August Effert und dem jungen Hermann Lengerich in einem Freundschaftsbund Pentadelphie zusammengeschlossen. Dieser traf sich regelmäßig und tauschte sich über Kunst, Literatur und kreative Ideen aus.

### Düsseldorf, Rom, Berlin 1826–1838

#### Überblick
1826 folgte Julius Hübner seinem Lehrer Schadow nach Düsseldorf, wo er familiär und künstlerisch zu dessen engem Zirkel gehörte. Von 1829 bis 1831 hielt er sich mit Freunden in Rom auf, 1831 bis 1833 wieder in Berlin. Von 1833 bis 1837/1838 gehörte er an der Kunstakademie Düsseldorf zur Meisterklasse Schadows. Unter Schadow entwickelte Hübner eine „Tendenz zum Akademischen“, die ihn zu „einem der prägnantesten Vertreter der Düsseldorfer Malerschule“ machte.

#### Einzelne Werke
Im Jahr 1828 wurde er durch sein Gemälde Die Fischer nach Goethes Ballade bekannt, an welchem besonders „die Schönheit der Formen und des Ausdrucks gefiel“. Zu gleicher Zeit entstand das Bild Roland, die Prinzessin Isabella aus der Räuberhöhle befreiend (Der rasende Roland), wonach Joseph von Keller einen Stich fertigte. 
Während seines Aufenthalts in Italien (1829–1831) malte er Ruth, ihre Schwiegermutter Naomi in die Fremde begleitend (1831, Berliner Nationalgalerie). Für den Berliner Kunstverein entstand 1832 Simson, die Säulen einreißend.
1833 war er wieder in Düsseldorf, wo 1834 u. a. Amalie Bensinger (1809–1889) eine seiner Schülerinnen war. In den Jahren 1836/1837 schuf er für die Düsseldorfer Andreaskirche ein Altarbild Christus an der Geißelsäule. Wegen der in damaliger Zeit als anstößig empfundenen „nackten Darstellung des leidenden Heilandes“ wurde er anfangs kritisiert. 

### Dresden 1839–1882
1839 berief man Julius Hübner an die Kunstakademie nach Dresden. Seit 1841 war er dort Professor und  entfaltete eine umfangreiche Lehrtätigkeit. 1845 wurden ihm die Ehrenbürgerrechte der Stadt Meißen verliehen. 1871 wurde Hübner Direktor der Dresdner Königlichen Gemäldegalerie (heute: Gemäldegalerie Alte Meister und Galerie Neue Meister). 
Julius Hübner starb am 7. November 1882 in Loschwitz bei Dresden an einer Rippenfellentzündung, nachdem er kurz vorher in den Ruhestand getreten war. Er wurde auf dem Trinitatisfriedhof beigesetzt; das Grab ist nicht erhalten.

## Ehe und Nachkommen

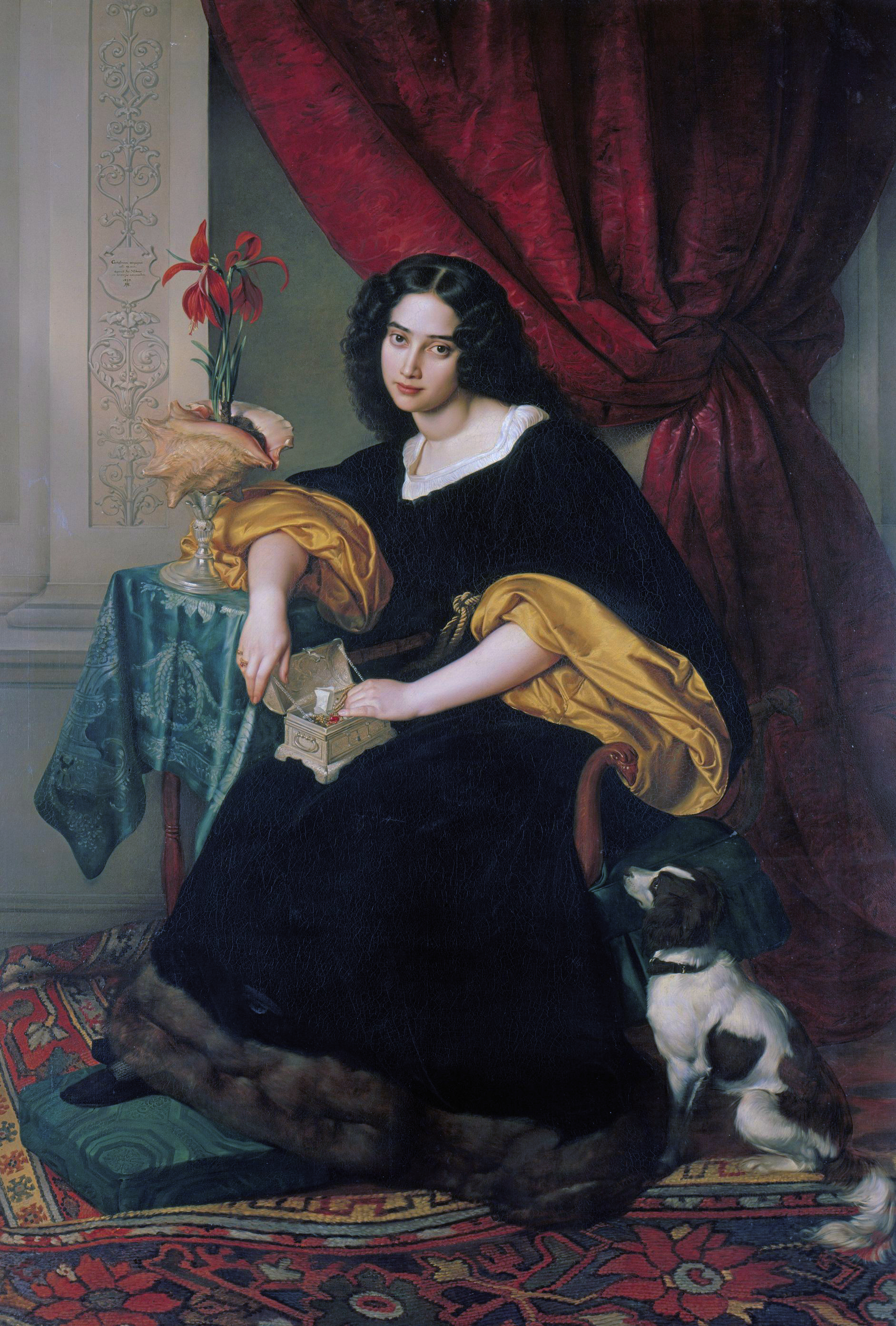
Porträt der Pauline Hübner, der Ehefrau des Künstlers, 1829, Alte Nationalgalerie, Berlin

Julius Hübner war verheiratet mit Pauline Charlotte Bendemann, einer Schwester des Malers Eduard Bendemann. Das Paar hatte acht Kinder:
- Emma Hübner (1830–1844)
- Paul Hübner (1831–1833)
- Emil Hübner (1834–1901), Philologe und Epigraphiker, verheiratet mit Marie Droysen (1839–1896), einer Tochter des Historikers Johann Gustav Droysen
- Fanny Hübner (1835–1875)
- Hans Hübner (1837–1884), Professor für Chemie in Göttingen
- Franz Hübner (1840–1891), Oberstleutnant
- Eduard Hübner (1842–1924), Maler
- Martin Hübner (1846–1908), Bankier

## Werke (Auswahl)
Von seinen Werken aus der Düsseldorfer Periode sind zu nennen:
- Fischerknabe und Nixe (1827/1828), Alte Nationalgalerie
- Der rasende Roland (1828, Museum Kunstpalast)
- Porträt der Pauline Hübner (1829, Alte Nationalgalerie)
- Christus und die Evangelisten (1835, Kirche zu Meseritz)
- Christus an der Geißelsäule (1837, Andreaskirche, Düsseldorf)
- Hiob und seine Freunde (Städelsches Institut zu Frankfurt)
- Das Liebespaar des Hohenliedes
- Jung Düsseldorf (1839, Gruppenporträt von Carl Friedrich Lessing, Karl Ferdinand Sohn und Theodor Hildebrandt)
- Christuskind auf Wolken (Nationalgalerie zu Berlin)
- Die Schutzengel (ebendaselbst)
- Felicitas und der Schlaf aus Tiecks „Octavianus“ (Museum zu Breslau)
- Die schöne Melusine (1844)
- Altarbild Auferstehung (1845, St.-Marien-Kirche, Dommitzsch)

Für den Kaisersaal im Frankfurter Römer malte er Friedrich III., für die Stadtkirche zu Meißen einen Christus, für die Marktkirche in Halle ein großes Altarbild: Sehet die Lilien auf dem Feld, nach der Bergpredigt.
In Dresden entstanden:

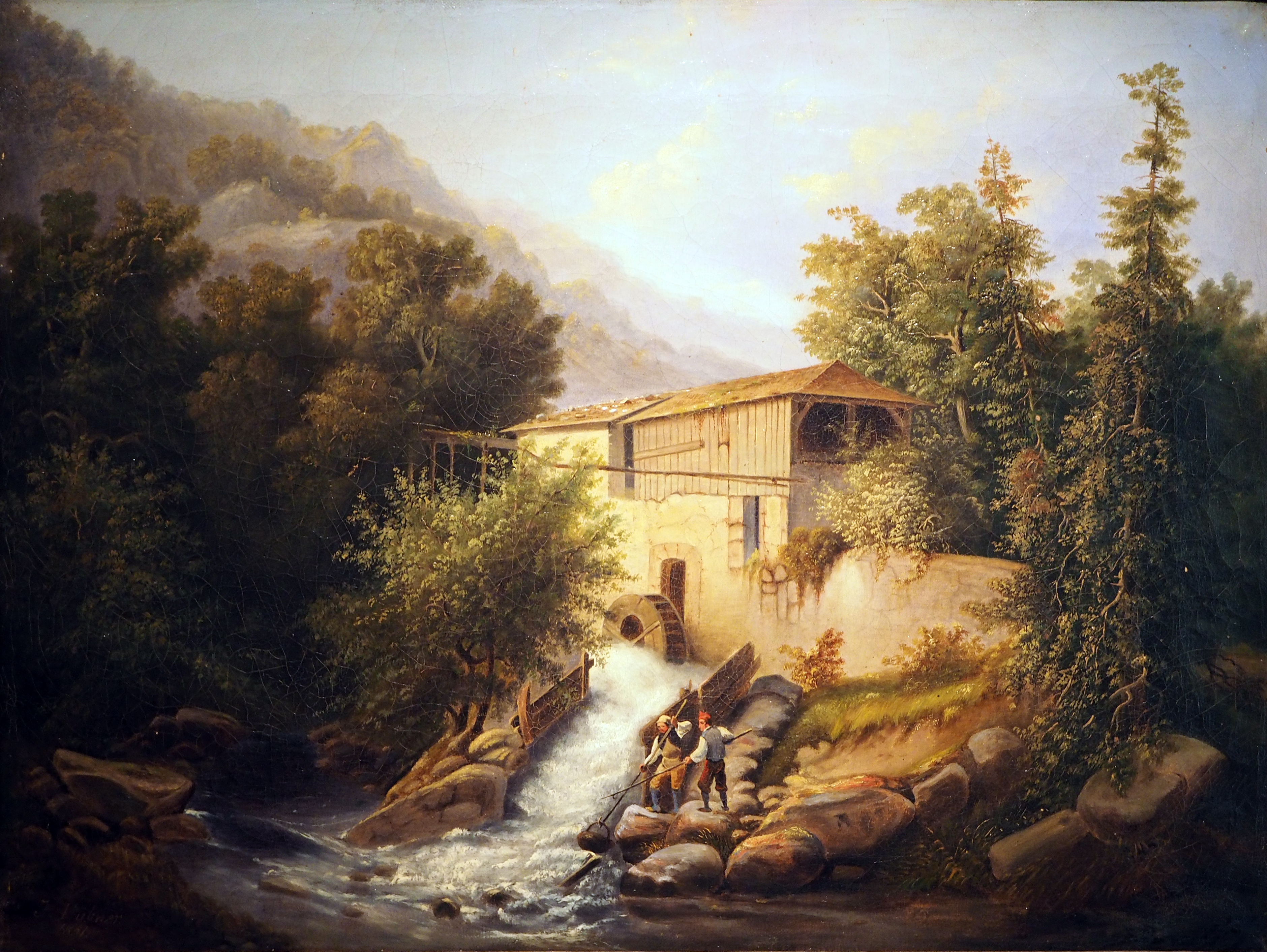
Forellenfischer an einem Mühlbach, 1851

- Forellenfischer an einem Mühlbach (1851)
- Das goldene Zeitalter (Dresdner Galerie (Kriegsverlust), eine Wiederholung in der Berliner Nationalgalerie – wiederentdeckt 2009 im Museum von Simferopol)
- ein großes Bild aus der Apokalypse: die Hure Babylon auf dem siebenköpfigen Drachen auf Wolken, während der Engel des Herrn dem Evangelisten die Vision deutet (1852, Petersburg)
- Karl V. in San Yuste
- Friedrichs letzte Tage in Sanssouci
- Amor im Winter
- Magdalena vor dem Leichnam Christi
- Der zwölfjährige Christus im Tempel
- Die Disputation Luthers mit Eck (1866, ehem. Staatl. Gemäldegalerie Dresden, 1945 zerstört)
- Luther schlägt die Thesen an (1878, Lutherhaus Wittenberg)

### Illustrationen (Auswahl)
Digitalisierte Ausgabe der Universitäts- und Landesbibliothek Düsseldorf:
- In:  ABC-Buch für kleine und große Kinder / gezeichnet von Dresdner Künstlern. Mit Erzählungen und Liedern von R. Reinick und Singweisen von Ferdinand Hiller. Leipzig: Wigand, 1845. – Digitalisierte Ausgabe
- In: Reinick, Robert. Lieder eines Malers mit Randzeichnungen seiner Freunde. zwischen 1836 und 1852.
  - Lieder eines Malers mit Randzeichnungen seiner Freunde. Düsseldorf: Schulgen-Bettendorff, 1836, Probedruck. Digitalisierte Ausgabe
  - Lieder eines Malers mit Randzeichnungen seiner Freunde. Düsseldorf: Schulgen-Bettendorff, 1838, farbige Mappen-Ausgabe. Digitalisierte Ausgabe
  - Lieder eines Malers mit Randzeichnungen seiner Freunde. Düsseldorf: Schulgen-Bettendorff, 1838. Digitalisierte Ausgabe
  - Lieder eines Malers mit Randzeichnungen seiner Freunde. Düsseldorf: Buddeus, zw. 1839 und 1846. Digitalisierte Ausgabe
  - Lieder eines Malers mit Randzeichnungen seiner Freunde. Leipzig: Vogel, ca. 1852. Digitalisierte Ausgabe
- In: Die Nibelungen. In Prosa übersetzt, eingeleitet und erläutert von Johannes Scherr. Leipzig: Wigand, 1860. Digitalisierte Ausgabe
- In: Der Nibelunge Lied. Abdruck der Handschrift des Freiherrn Joseph von Laßberg. Leipzig: Wigand, 1840. Digitalisierte Ausgabe
- In: Das Nibelungenlied. Mit Holzschnitten nach Originalzeichnungen von Eduard Bendemann und Julius Hübner. Leipzig: Wigand, 1840.  Digitalisierte Ausgabe
- Schadow und seine Schule: Festrede. Bonn: Cohen, 1869. Digitalisierte Ausgabe

### Gedichte und Nachdichtungen
- Helldunkel. Aus dem poetischen Tagebuch eines Malers. Sonette und Lieder von Julius Hübner. George Westermann, Braunschweig 1871 (Digitalisat bei Google Books)
- Helldunkel. Aus dem poetischen Tagebuch eines Malers. Sonette und Lieder von Julius Hübner. Zweite Folge. Theodor Meinhold, Dresden 1876 (Digitalisat bei Google Books)
- Hundert ausgewählte Sonette Francesco Petrarkaʼs übersetzt von Julius Hübner. Nicolaische Verlagsbuchhandlung, Berlin 1868 (zweisprachige Ausgabe; Digitalisat im Internet Archive)